# Gabriel-Julien Ouvrard
Gabriel-Julien Ouvrard, (Moulins d'Antières, Cugand (Vendée), 6 de noviembre de 1770 - Londres, octubre de 1846) fue un financiero francés.

## Biografía

### La fortuna durante la Revolución
Hijo de Olivier Ouvrard, comerciante-fabricante de papel, y de Françoise Chardonneau, entró como empleado en una casa de comercio en Nantes en 1787. Pronto se lanzó a especulaciones audaces y, al final del Antiguo Régimen, se asoció con los armadores bordeleses Baour y Balguerie.
A los 19 años compró toda la producción de papel de la región de Nantes durante dos años. Consideró que las convulsiones revolucionarias serían favorables para la imprenta. Esta primera inversión le habría reportado la suma de 300.000 libras
Bajo el Directorio, se enriqueció con el comercio colonial y los suministros militares. Controló tres casas comerciales en Brest, Nantes y Orleans, el banco Gamba, Gay et Compagnie en Amberes y poseía participaciones significativas en tres compañías parisinas (Girardot et Cie, Rougemont et Cie, Charlemagne et Cie ). También era socio de importantes proveedores: Vanlerberghe por el trigo, los hermanos Michel por los suministros militares, Carvillon des Tillières y Roy por el acero y la madera.
En 1798, obtuvo el suministro general de provisiones para la Armada durante seis años, lo que representaba un contrato de 64 millones de francos oro, firmado a nombre de su cuñado Blanchard. Entonces poseía los castillos de Villandry, Azay-le-Ferron (Preuilly), la Jonchère en Bougival (Marly), Louveciennes, Saint-Brice y Clos-Vougeot. Unos meses más tarde, asumió el contrato para la flota española estacionada en Brest y, posteriormente, los suministros del Ejército de Italia en 1799. Alquiló el castillo de Raincy, cerca de París, que compraría en 1806.
Fue arrestado en enero de 1800 por orden del Primer Cónsul Bonaparte, pero gracias a su asesor legal, Cambacérès, no se reveló ninguna irregularidad en sus cuentas. Liberado, participó en el abastecimiento del ejército de Marengo y del ejército inglés estacionado en Boulogne-sur-Mer.

### Financiador de la epopeya napoleónica
Fue uno de los fundadores de los Négociants réunis, junto con el banquero Médard Desprez y Vanlerberghe, entre otros. A cambio de un anticipo de efectivo, esta empresa recibía obligaciones válidas, en particular las subvenciones mensuales que España debía pagar a Francia en cumplimiento del Tratado de 22 de junio de 1803. Los Comerciantes Unidos también obtuvieron de España el monopolio del comercio con Hispanoamérica y pretendían obtener liquidez organizando el regreso a Europa de los fondos españoles depositados en Cuba. Pero la reanudación de la guerra entre Francia e Inglaterra ralentizó el movimiento de barcos.

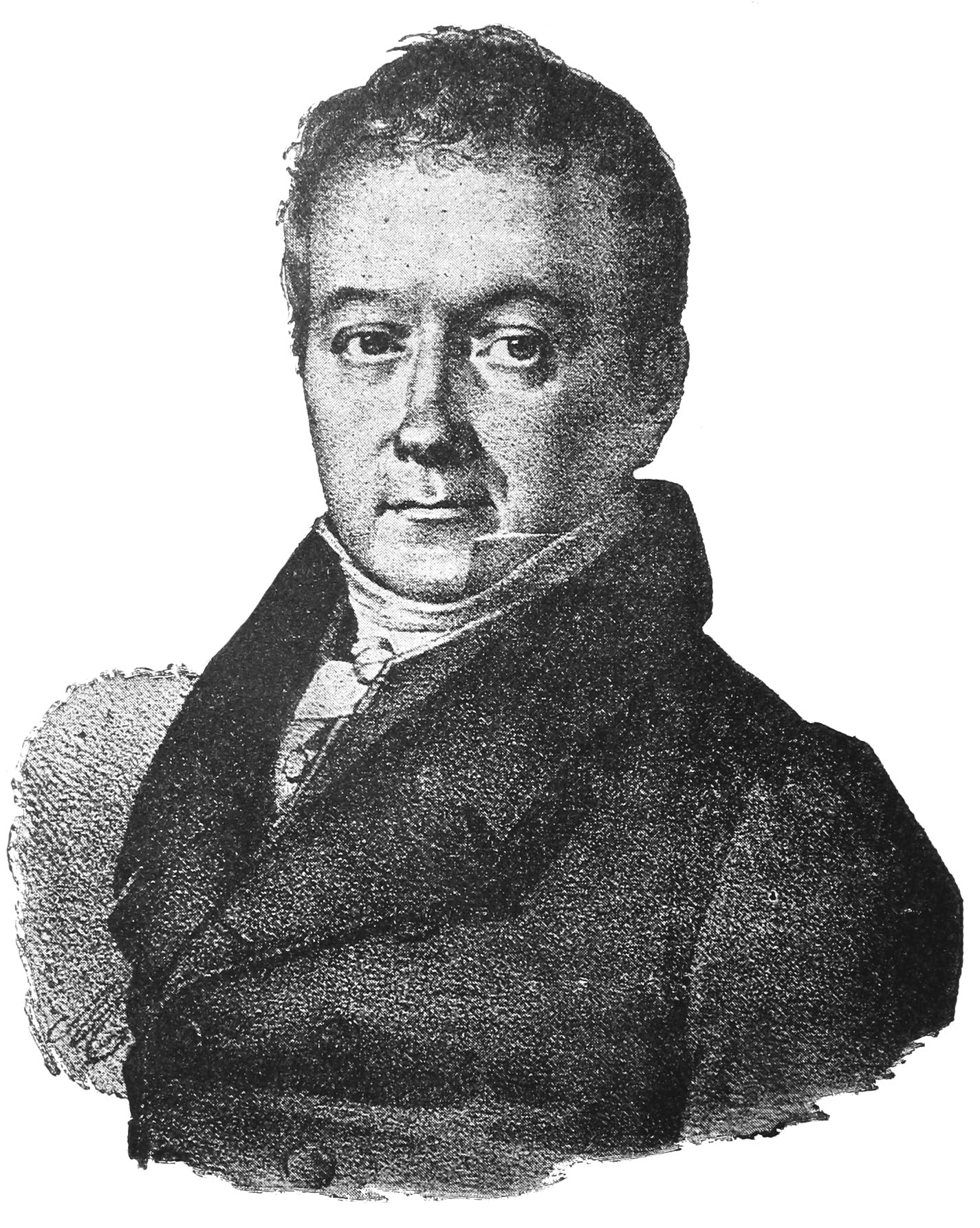
Retrato de Gabriel-Julien Ouvrard.

Para generar liquidez, logró que el Banco de Francia descontara las letras de cambio que los miembros de los Comerciantes Unidos habían contraído entre sí. El Banco de Francia financiaba estos adelantos mediante la impresión de dinero, lo que provocó una crisis de confianza en los billetes, pronto frenada por la victoria en Austerlitz. Al día siguiente de su regreso a París, el 27 de enero de 1806, Napoleon destituyó al ministro del Tesoro, François Barbé-Marbois, declarado culpable de haber depositado una confianza excesiva en Ouvrard, y el Tesoro público exigió al financiero la suma de 141 millones de francos oro.
Ouvrard atravesó entonces un período de dificultades financieras y no pudo pagar el precio de compra del Château du Raincy. ; en 1809, fue encarcelado en Sainte-Pélagie por deudas  y liberado tres meses después.
Considerando que solo la paz marítima podría restaurar el crecimiento económico, intentó negociar, con el apoyo de Luis Bonaparte y José Fouché, una paz secreta con Inglaterra, lo que le valió tres años de prisión. Entregó al ejército zapatos de cuero sintético con suela de cartón, haciéndolos pasar por zapatos de cuero. Esta estafa poco conocida surtiría efecto durante el famoso invierno ruso.

### Gloria y ruina
En 1815, a principios de la Restauración, adquirió bajo la cobertura de la identidad de su cuñado (G. J. Tébaud) el pabellón de la Jonchère situado en Bougival, más tarde conocido con el nombre de " Castillo de Jonchère Hizo numerosas mejoras tanto en el edificio original como en su parque. En 1816, adquirió el Château de la Chaussée, no lejos de su pabellón en La Jonchère.
Ouvrard desempeñaría un papel fundamental en la recuperación económica de Francia tras la caída del Imperio. El tratado firmado en Viena en 1815 exigía a Francia el pago de 700 millones de francos en indemnizaciones de guerra a las potencias extranjeras, o 150 millones de francos anuales, a lo que debía añadirse el mantenimiento de los 150 000 soldados de los ejércitos aliados que ocuparían Francia durante cinco años.

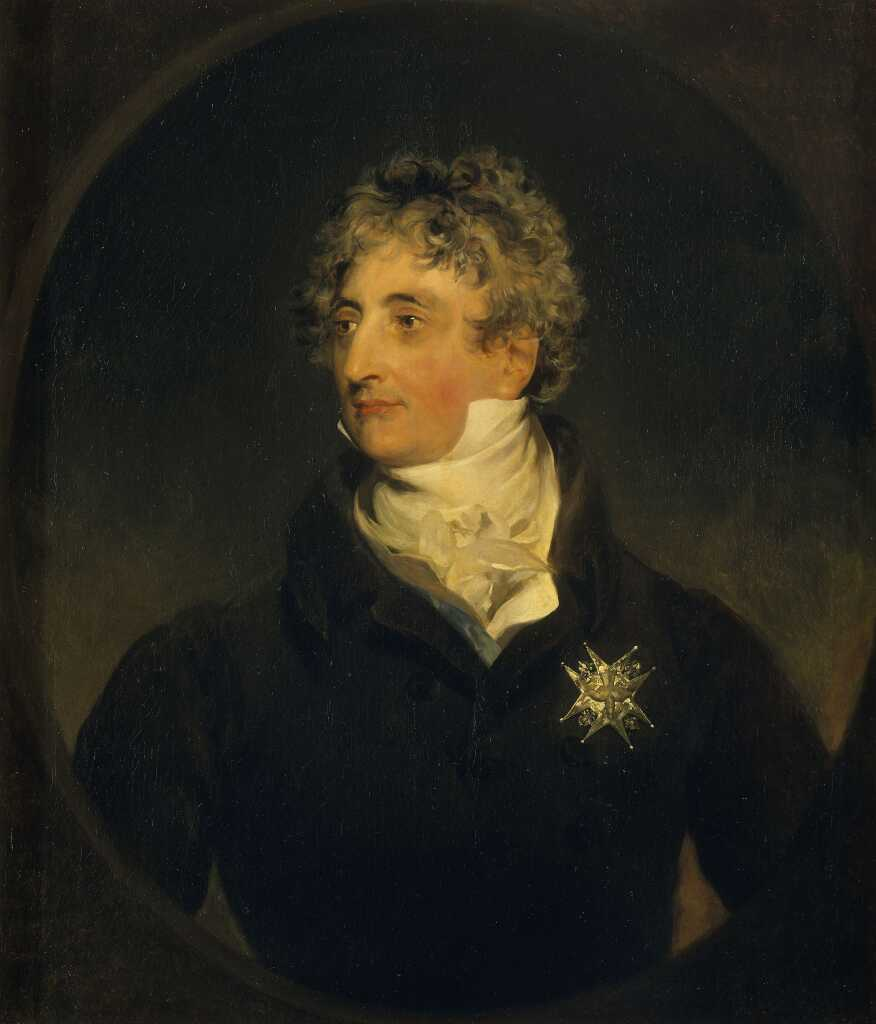
El duque de Richelieu.

En 1816, las cosechas se desplomaron, las arcas del reino estaban vacías y los pagos se suspendieron. El duque de Richelieu, primer ministro de Luis XVIII, se encontró frente a la Chambre introuvable, cuyas disputas y divisiones hicieron su tarea imposible. Fue entonces cuando, por consejo de Ouvrard,, Richelieu creó 100 millones en rentas que llenaron las arcas del estado. Las facturas se pagaron y la amenaza que pesaba sobre Francia se disipó. Gracias a este pago, el primer ministro pudo anticipar la salida de las tropas extranjeras prevista para 1820. El territorio francés fue así liberado en 1818, después del Congreso de Aquisgrán. El duque de Richelieu devolvió las propiedades de Ouvrard y canceló su deuda con el Tesoro.
Como prueba del prestigio del que gozaba en aquel entonces, el propio rey, así como los futuros soberanos Carlos X y Luis Felipe, asistieron a la boda de su hija Isabel con el general de Rochechouart en 1822. Al año siguiente, el proveedor de municiones financió la expedición española, por la que no recibió ningún reembolso a pesar de los acuerdos firmados con el duque de Angulema, quien la comandaba. Tras el escándalo de los mercados españoles, se declaró en bancarrota, perdió toda su fortuna y fue encarcelado en la Conciergerie por corrupción.
Sin embargo, conservó su puesto en el ámbito financiero, donde destacó. Con una tendencia bajista en la Bolsa de París, que predijo que bajaría en 1830, durante el período de los Tres Días Gloriosos, asesoró en secreto a Talleyand. Se lanzó a la batalla financiera en la Bolsa de Londres, especulando con la caída de los bonos del gobierno francés, mientras que la familia Rothschild especulaba con su alza. Gabriel-Julien Ouvrard recibió información de Charles-Louis Havas en París y ganó su apuesta.:el tipo de la anualidad francesa baja, pasando del 80 al 48, y tardará diez años en volver a subir hasta el 74 
Exonerado, en parte gracias a la intervención del duque de Angulema, nunca recuperó su fortuna.
Desde principios de 1832 se informó de su presencia en La Haya, con el rey Guillermo I de los Países Bajos, cuyo apoyo le encargó la duquesa de Berry para negociar con el Comité de La Haya.
Murió en Londres en 1846. Está enterrado en el cementerio de Père-Lachaise, en la capilla de la familia de su yerno, la familia Rochechouart.
Se casó con Elisabeth Thébaud, hija del comerciante Jean-Baptiste Dominique Thébaud, oficial de la milicia burguesa de Nantes, y Elisabeth Catherine Feydeau. Su esposa era cuñada de Jean-Marie Benoiston de La Serpaudais. Fue padre de Jules Ouvrard y suegro del general conde de Rochechouart. Tuvo varios hijos de su relación con Teresa Cabarrús, entre ellos el médico Édouard de Cabarrus.
Reaparición de dos piezas de su platería
Dos jarras de plata que pertenecieron a Ouvrard y que éste regaló a su cuñada, la Sra. Thébaud, aparecieron en una subasta en Morlaix el 1 agosto de 2022.

## Obras
- Memorias de G.-J. Ouvrard sobre su vida y sus diversas operaciones financieras, París, Moutardier, 1826-1827, 3 volúmenes, primera parte, segunda parte, tercera parte.